# Nemrut (volcán)

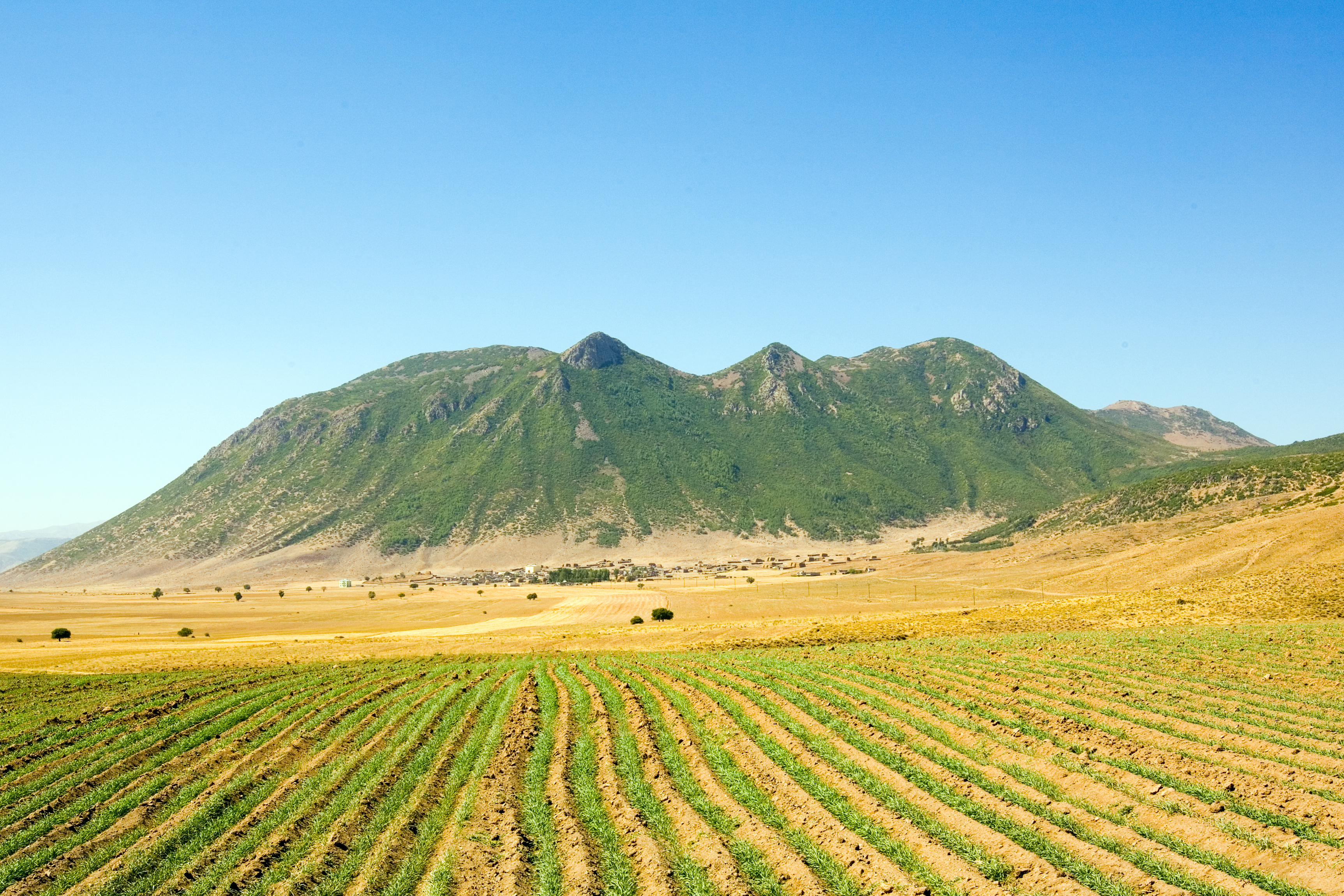
Vista de la ladera oriental del volcán Nemrut Dağı

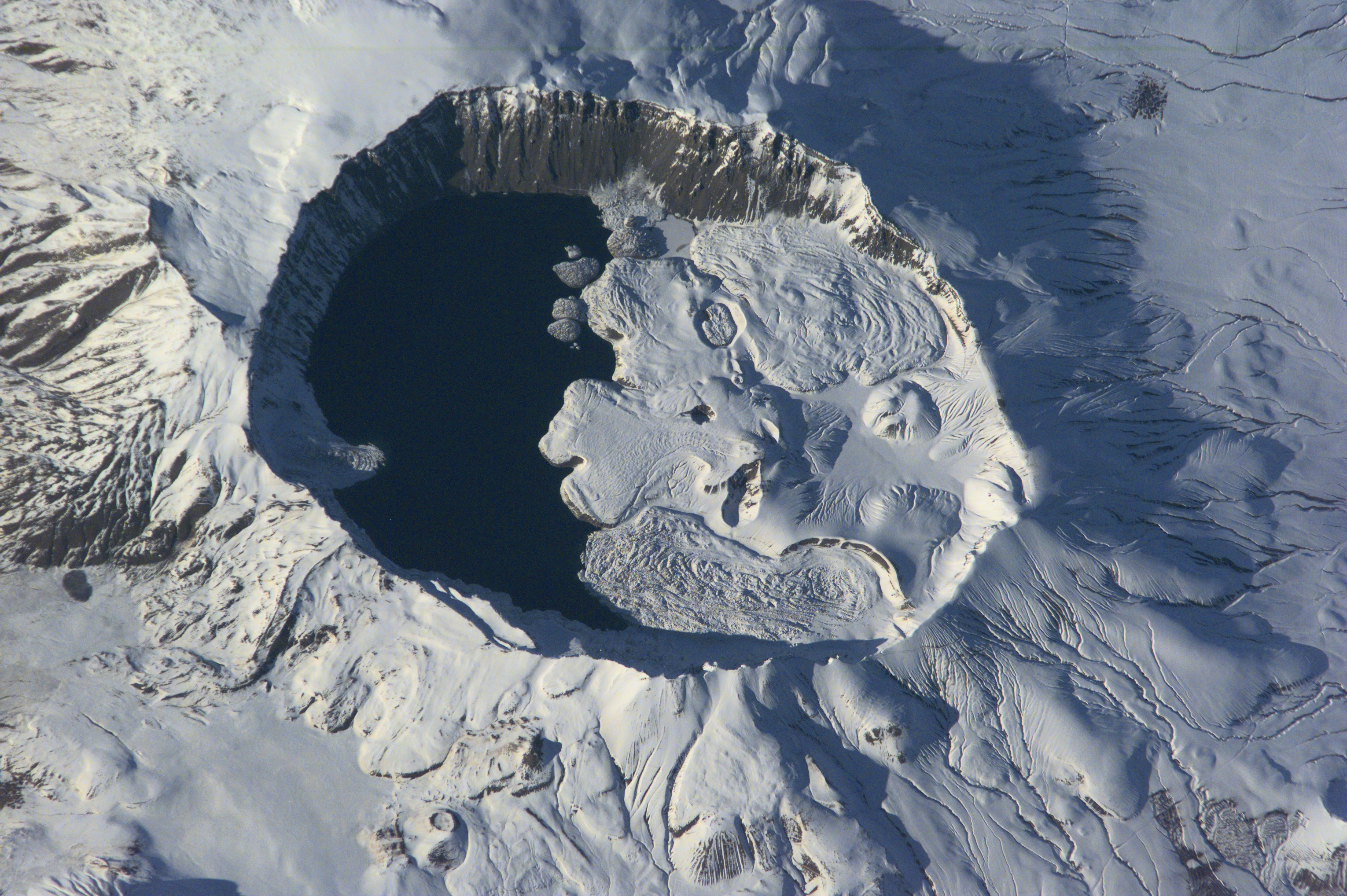
Vista de satélite del cráter nevado del volcán Nemrut Dağı (febrero de 2001).

Nemrut (en turco: Nemrut Dağı: en armenio: Սարակն; en kurdo: Çiyayê Nemrud) es un volcán inactivo del este Turquía, localizado cerca del gran lago de Van.
Tiene 3050 m de alto y su caldera volcánica elíptica tiene un diámetro aproximado de 7x 8 kilómetros. La parte occidental de la caldera contiene un gran lago frío, con una profundidad estimada de 155 m. Hay también un pequeño lago cuya temperatura alcanza los 60 °C, proporcionando la evidencia clara de que continúa la actividad volcánica.